# 千葉紀和
千葉 紀和（ちば のりかず、1976年 - ）は日本の新聞記者。科学ジャーナリスト。
毎日新聞社在籍。

## 経歴
1976年生まれ。広島県出身。英リーズ大学大学院地球環境学研究科修了（MSc:Sustainability）。2012年に毎日新聞社入社。
東京本社科学環境部などで生命科学や医学、宇宙開発、軍事技術分野を取材。科学技術や医学と社会との関わりを中心に調査報道を続け、「日本学術会議 軍事研究否定見直し検討のスクープと軍事と学術の接近を巡る一連の報道」で2017年度日本新聞協会賞候補。キャンペーン報道「旧優生保護法を問う」取材班で2018年度日本新聞協会賞、石橋湛山記念早稲田ジャーナリズム大賞奨励賞を受賞。書籍「ルポ『命の選別』誰が弱者を切り捨てるのか？」（文藝春秋）で2021年度医学ジャーナリスト協会賞優秀賞、貧困ジャーナリズム賞、平和・協同ジャーナリスト基金賞奨励賞の3賞に選ばれた。プロレスや海外の現代思想にも造詣が深い。

## 著作

### 著書
- 『強制不妊―旧優生保護法を問う』毎日新聞取材班著（毎日新聞出版、2019年）。ISBN 978-4-620-32577-4
- 『ルポ「命の選別」誰が弱者を切り捨てるのか？』千葉紀和、上東麻子著（文藝春秋、2020年）ISBN 978-4-16-391304-9

### 寄稿・論文
- 「* 三上直之, 杉山滋郎, 小山田和仁, 千葉紀和, 伊藤肇, 新田孝彦, 川本思心「パネルディスカッション : デュアルユース問題と科学技術コミュニケーション」『科学技術コミュニケーション』第19巻、北海道大学 高等教育推進機構 オープンエデュケーションセンター 科学技術コミュニケーション教育研究部門（CoSTEP）、2016年6月、117-134頁、doi:10.14943/74105、ISSN 1881-8390、NAID 120005768806。
- 千葉紀和「ゲノム編集と世論 (特集 ゲノム編集と倫理)」『遺伝子医学』第9巻第1号、メディカルドゥ、2019年1月、57-62頁、ISSN 1343-0971、NAID 40021786223。 (要登録)
- 「進化するAI兵器 : 問われる科学者」 世界 (925)、115-122、2019-10 岩波書店 NAID 40021987050, ISSN 0582-4532
- 「『軍学共同』新たな段階へ : 科学者の抵抗と防衛装備庁の強行」 世界 (929), 137-145, 2020-02 岩波書店 NAID 40022110281, ISSN 0582-4532
- 「科学史研究は現代の問題に何ができるのか」 科学史研究(297)、61-65、2021-04 日本科学史学会 NAID 40022575877, ISSN 2188-7535
- 千葉紀和「「国策イノベーション」の現場で何が起きているか:──科学技術基本法改定の先に」『学術の動向』第26巻第5号、日本学術協力財団、2021年、5_56-5_62、doi:10.5363/tits.26.5_56、ISSN 1342-3363、NAID 130008091352。
- 「なぜ彼は加害者になったのか : 京都アニメーション放火殺人事件(上)」 世界 (946)、162-170、2021-07 岩波書店 NAID 40022581248, ISSN 0582-4532
- 「なぜ彼は加害者になったのか : 京都アニメーション放火殺人事件(下)」 世界 (947)、198-207、2021-08 岩波書店 NAID 40022608121, ISSN 0582-4532